# Tip Top (émission de télévision)
Tip Top est une émission de variétés mensuelle, présentée par Nathalie Simon et Éric Jean-Jean et diffusée les 24 octobre 1996 et 21 novembre 1996 sur TF1.